# Forcipomyia fairfaxensis
Forcipomyia fairfaxensis är en tvåvingeart som beskrevs av Wirth 1951. Forcipomyia fairfaxensis ingår i släktet Forcipomyia och familjen svidknott. Inga underarter finns listade i Catalogue of Life.